# Angela Rayner
Angela Rayner (født Bowen; født 28. marts 1980) er en britisk politiker fra Labour Party.
Hun har været medlem af Parlamentet (MP) for Ashton-under-Lyne siden parlamentsvalget i 2015.